# Polymixis munda
Polymixis munda là một loài bướm đêm trong họ Noctuidae.